# Aleksander Janicki von Rola
Aleksander Janicki von Rola – starosta birczański około 1858, starosta podhajecki około 1871, c.k. starosta żywiecki około 1879.
Odznaczony Złotym Krzyżem Zasługi z Koroną, kawaler Krzyża Mariańskiego Zakonu Krzyżackiego, honorowy obywatel miast Bircza i Wieliczka.